# Tenis pro
Tenis Pro fue un programa de televisión argentino que mostraba la intimidad del circuito del tenis, conducido por Juan Ignacio Chela y Mariano Zabaleta. Además, contaba con las frecuentes participaciones de Gustavo Marcaccio, Juan Mónaco y Agustín Calleri, entre otros. El programa fue nominado a lo Premios Martín Fierro.
Comenzó como una idea entre amigos, entre viaje y viaje filmaban situaciones cotidianas que se daban en la intimidad, mostrando a la mayoría de los jugadores.
Tenis Pro finalizó en el 2006 cuando sus conductores por declaraciones propias se aburrieron y decidieron finalizarlo.
A principios de 2008 se comenzó a barajar la idea de un posible regreso. Finalmente en agosto se confirmó la vuelta del programa. El programa volvió a la pantalla de Fox Sports (Argentina) en octubre  de 2008 y fue cancelado al año siguiente.
- Datos: Q6141617